# Enoftalmia
Enoftalmia ou enoftalmo é o afundamento do globo ocular dentro da órbita. Pode ser congênita ou adquirida devido a uma mudança da relação volumétrica entre a cavidade óssea (órbita) e seu conteúdo.